# Œil pour œil (film, 1957)
Pour les articles homonymes, voir Œil pour œil.
Pour plus de détails, voir Fiche technique et Distribution.
Œil pour œil (titre italien : Occhio per occhio) est un film franco-italien réalisé par André Cayatte et sorti en 1957.

## Synopsis
Une nuit, au Liban, le docteur Walter est réveillé dans sa résidence de Tripoli pour qu’il examine une femme souffrante, madame Bortak. Sans l’ausculter, il la dirige vers l’hôpital et apprend le lendemain qu’elle est décédée faute de soins appropriés de la part de l'interne de garde. Dès lors, Walter va être l’objet d’attentions étranges du veuf, monsieur Bortak, qui semble le suivre à la trace, allant jusqu'à régler à sa place ses consommations personnelles dans les boîtes de nuit. Walter, se sentant redevable de la sollicitude témoignée par Bortak, le retrouve au moment où celui-ci a décidé de se retirer du monde pour s’en aller vivre chez une parente dans un coin perdu du pays. Walter lui propose de l’y conduire en voiture…

## Fiche technique
- Titre original : Œil pour œil
- Titre italien : Occhio per occhio
- Réalisation : André Cayatte
- Assistant réalisation : Jean Valère
- Scénario : André Cayatte et Vahé Katcha d’après son roman Œil pour œil (Éditions Plon, 1955)
- Dialogues : Pierre Bost
- Décors : Jacques Colombier
- Maquillages : René Daudin
- Photographie : Christian Matras (Eastmancolor)
- Cadrage : Alain Douarinou
- Son : Jacques Lebreton
- Montage : Paul Cayatte   , assistante Nicole Colombier
- Musique : Louiguy
- Photographe de plateau : Jacques Boutinot
- Scripte : Simone Chavaudra
- Producteur : André Halley des Fontaines
- Directeur de production : François Carron
- Sociétés de production : UGC (France), Jolly Films (Italie), Galatea Film (Italie)
- Société de distribution : UGC (France)
- Pays d’origine :  France,  Italie
- Langues originales : arabe, français
- Année de tournage : 1956
- Format : 35 mm — couleur par Technicolor — 1.96:1 VistaVision — son monophonique
- Genre : drame
- Durée : 113 minutes
- Date de sortie :
  - France : 13 septembre 1957
- (fr) Classification CNC : tous publics (visa d'exploitation no 18524 délivré le 13 septembre 1957)
- Lieu de tournage : Désert de Tabernas, Almeria, Espagne
- Affiche : Guy-Gérard Noël (France)

## Distribution
- Curd Jürgens : le docteur Walter
- Folco Lulli : Bortak
- Lea Padovani : Lola
- Paul Frankeur : l’opéré
- Pascale Audret : la belle-sœur de Bortak
- Dario Moreno : le cafetier de Tolouma
- Héléna Manson : Madame Laurier
- Robert Porte : le docteur Matik
- Marlène Chichportiche : la fille de Bortak
- René Havard : l’interne
- Pascal Mazzotti : le barman
- Georges Douking : le guérisseur
- Georges Tabet : le patron du Rubis
- Doudou Babet : l’employé du téléphérique
- Enrico Glori : Monsieur Zardi
- Mohamed Ziani : le peintre
- Jean Hébey : l’automobiliste
- Micheline Gary : la femme de l’automobiliste
- José Silva BIMBELA (l'enfant de 12 ans) natif de Grenade (La Voz de Almería du 24/5/2021)

## Chanson du film
- C’est le destin qui commande, paroles d’André Tabet/Georges Tabet et musique de Louiguy, interprétée par Juliette Gréco[2].

## Distinction
- Mostra de Venise 1957 : sélection officielle en compétition.